# Feuer frei!

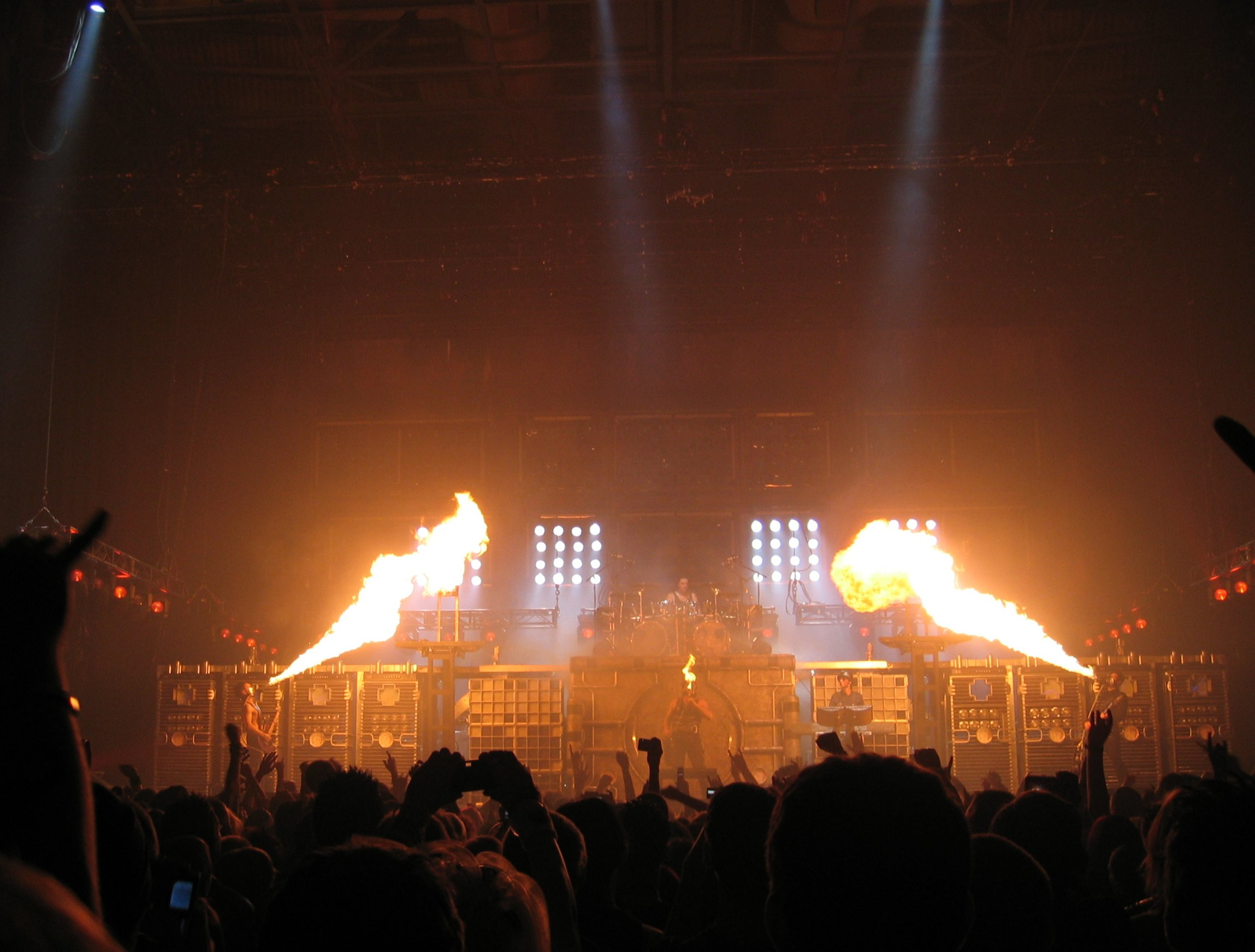
Feuer frei! uitgevoerd op een concert in Nottingham, Engeland

Feuer frei! is een single van het Rammstein-album Mutter. De op 14 oktober 2002 uitgebrachte single werd gebruikt als soundtrack voor de Hollywood-film XXX.
De uitroep "Feuer frei!" werd gebruikt door het Duitse leger om aan te geven dat er geschoten kon worden ("Open het vuur!") Het nummer beschrijft dan ook wat mensen voelen als ze gefusilleerd worden. Tijdens het refrein wordt tussen de tekst door 'Bang bang!' geroepen, dat geweerschoten aangeeft. De titel betekent ook fire at will ("schiet op wat je maar kan").
Bij de concerten van Rammstein werd van oudsher veel vuurwerk gebruikt, maar bij dit nummer spuugden vooral de gitaristen vuur.

## Tracklist
Tracklist Duitse versie
1. Feuer Frei! - 3:13
2. Feuer Frei! (Rammstein vs. Junkie XL Remix) - 4:10
3. Feuer Frei! (Rammstein Remix 130) - 3:44
4. Feuer Frei! (Rammstein Remix 95) - 3:34
5. Du hast („A Tribute to Rammstein" Cover versie door Josef Melen (Keyboard, Drumstel), Christian Meyer (Zang), Peter Durst (Zang) en Doj Moon (Gitaar)) - 4:42
6. Bück dich („A Tribute to Rammstein" Cover versie door Colp) - 3:39